# PS Peristeri
PS Peristeri (gr. Πνευματική Στέγη Περιστερίου, Pneymatikí Stegi Peristeríu) – grecki klub szachowy z siedzibą w Peristeri, pięciokrotny mistrz kraju.

## Historia
Klub został założony w 1983 roku. W 2002 roku awansował do Alpha Ethniki. W 2009 roku zajął drugie miejsce w lidze, ulegając jedynie SO Kawala. Rok później szachiści klubu zdobyli pierwszy w jego historii tytuł mistrza kraju. Kadrę drużyny stanowili wówczas m.in. Wasyl Iwanczuk, Bartłomiej Macieja, Stelios Chalkias, Christos Banikas i Wasilios Kotronias. W latach 2011–2012 PS Peristeri obronił tytuł mistrzowski. Rok później zespół zdobył wicemistrzostwo Grecji. Ponadto w 2013 roku klub uczestniczył w Pucharze Europy, zajmując w klasyfikacji turnieju szesnaste miejsce. W latach 2014–2015 klub wygrał Alpha Ethniki. W sezonie 2016 zespół zajął drugie miejsce w lidze. W późniejszych latach klub zajmował niższe miejsca w Alpha Ethniki, w 2019 roku kończąc rozgrywki na 23. miejscu, a w 2023 – na 20.

## Arcymistrzowie w historii klubu
- Christos Banikas[4]
- Fabiano Caruana[14]
- Stelios Chalkias[4]
- Efstratios Griwas[15]
- Wasyl Iwanczuk[16]
- Dmitrij Jakowienko[17]
- Wasilios Kotronias[4]
- Ołeksandr Kowczan[18]
- Bartłomiej Macieja[19]
- Joanis Papaioanu[14]
- Judit Polgár[20]
- Dmitrij Swietuszkin[19]